# Martin Jedlička
Martin Jedlička, né le 24 janvier 1998 à Příbram, est un footballeur tchèque. Il joue au poste de gardien de but au Bohemians 1905, en prêt du Viktoria Plzeň.

## Biographie

### En club
Il fait ses débuts en championnat le 3 décembre 2017, contre le Sparta Prague. Lors de ce match, le Mladá Boleslav s'incline 0-3.

### En équipe nationale
Avec les moins de 17 ans, il participe au championnat d'Europe des moins de 17 ans en 2015. Lors de cette compétition organisée en Bulgarie, il joue deux matchs, avec pour résultats une victoire et une défaite.
Avec les moins de 19 ans, il participe au championnat d'Europe des moins de 19 ans en 2017. Lors de cette compétition organisée en Géorgie, il officie comme gardien titulaire et joue quatre matchs. La Tchéquie s'incline en demi-finale face à l'Angleterre.
Avec les espoirs, il participe au championnat d'Europe espoirs en 2021. Lors de cette compétition organisée en Hongrie et en Slovénie, il officie de nouveau comme gardien titulaire et joue les trois matchs de phase de poule. Avec un bilan de deux nuls et une défaite, la Tchéquie est éliminée dès le premier tour.